# آندریا دی استفانو
آندریا دی استفانو (انگلیسی: Andrea Di Stefano؛ زادهٔ ۱۵ دسامبر ۱۹۷۲) یک هنرپیشه اهل ایتالیا است.
از فیلم‌ها یا برنامه‌های تلویزیونی که وی در آن نقش داشته است می‌توان به زندگی پی، پیش از آغاز شب، بخور، عبادت کن، عشق بورز، ناین، شبح اپرا، به گذشته نگاه نکن و قلب‌های تقصیرکار اشاره کرد.